# Klaus Eberhard (Tennisspieler)

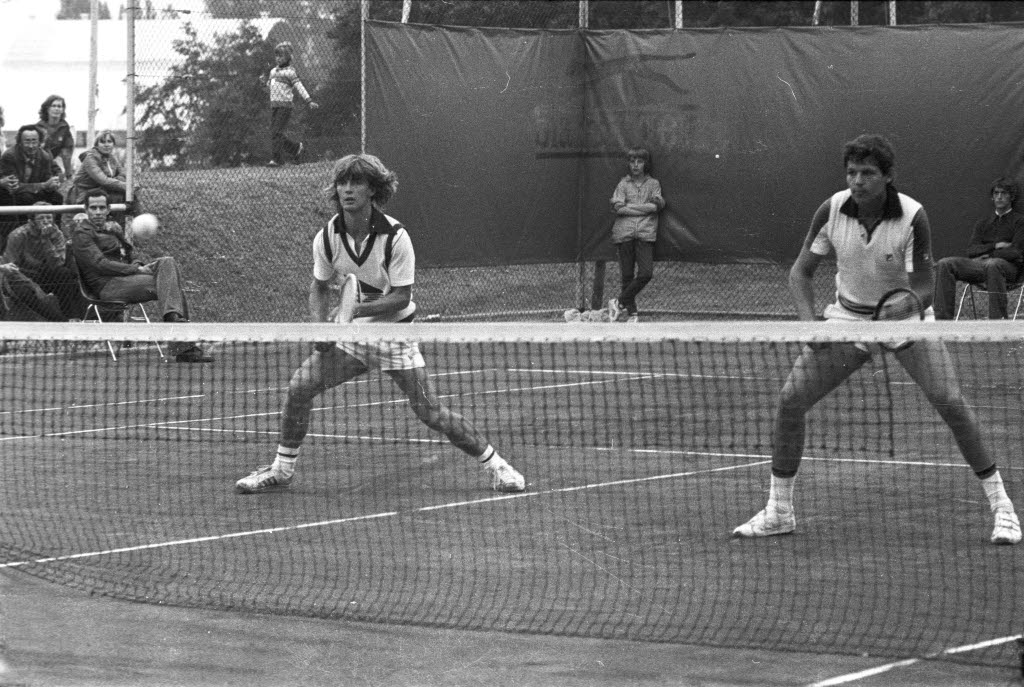
Klaus Eberhard (links) im Doppel mit Reinhart Probst (rechts); 1977

Klaus Eberhard (* 15. September 1957 in Datteln) ist ein ehemaliger deutscher Profi-Tennisspieler. Eberhard war vom 1. Januar 2005 bis 30. Juni 2022 Sportdirektor des Deutschen Tennis Bundes.

## Kindheit und Jugend
Eberhard erlernte das Tennisspiel im Alter von fünf Jahren von seinem Vater. Dieser war in der Entwicklungshilfe in Ägypten tätig, weshalb die Familie 1963 für fünf Jahre nach Kairo übersiedelte. Klaus Eberhard hatte dort die Möglichkeit jeden Tag Tennis zu spielen. Als Heinrich Kleinschroth, der langjährige Kapitän und offizielle Begleiter der Davis-Cup-Mannschaft mit den deutschen Daviscupspielern Wilhelm Bungert, Christian Kuhnke und Jürgen Faßbender nach Kairo kam, sah er den knapp neun Jahre alten Klaus Eberhard Tennis spielen und erkannte dessen Talent. Kleinschroth schrieb eine Empfehlung an Karl-Heinz Philippi, den damaligen Jugendwart des Deutschen Tennis Bundes (DTB), verbunden mit der Bitte sich dem jungen Talent nach seiner Rückkehr nach Deutschland anzunehmen.
1968 nach Deutschland zurückgekehrt, erhielt Eberhard eine Förderung durch den DTB im Leistungszentrum Herten. 1969 wurde er Westfalenmeister und 1971 erstmals Deutscher Jugendmeister. Im selben Jahr wechselte er nach Hannover zum HTV (Hannoverscher Tennisverein), da sich dort auch das Leistungszentrum des DTB mit dem langjährigen Cheftrainer Richard Schönborn befand. 1973 wurde er erneut Deutscher Jugendmeister und spielte fortan in der Bundesliga der Herren für den HTV. 1974 wurde er zusammen mit Ulrich Marten Deutscher Jugendmeister im Doppel. 1973 bis 1975 gehörte Eberhard zum Aufgebot des DTB, das 1975 bis in das Endspiel des Orange Bowl, den inoffiziellen Jugendweltmeisterschaften in Miami, kam. Damals waren nur noch die Amerikaner stärker.

## Profikarriere
Der Start in die Profikarriere vollzog sich im Jahr 1976 mit der Berufung in den Nationalkader der Herren.
1977 wurde Eberhard mit dem HTV Hannover Meister der Bundesliga. Ein Jahr später wurde er zusammen mit Hartmut Kirchhübel in Hamburg Deutscher Meister im Doppel. 1980 wechselte er für eine Saison zum Altmeister LTTC Rot-Weiß Berlin. Im Mai 1980 kam er als einziger Deutscher bei den German Open in Runde 3. Die German Open sind Teil der Masters Serie und werden jährlich in Hamburg-Rotherbaum gespielt. Ab dem 1. Dezember 1980 war Eberhard wieder für den HTV als Nummer eins vorgesehen.
1980/81 gewann Eberhard in Hamburg den Titel eines Nationalen Deutschen Hallen-Tennismeisters. Im Finale von Hamburg schlug er in 68 Minuten Reinhart Probst vom TC Amberg mit 6:4, 6:3, 6:0. Der an Nummer zwei gesetzte Eberhard gab bis ins Endspiel nicht einen Satz ab. Nach diesem Erfolg benannte ihn der DTB zusammen mit Ulrich Pinner, Rolf Gehring (beide vom TC Blau-Weiss Neuss) und Christoph Zipf (HTV) für die Spiele um den Kingscup 1981. Die deutsche Mannschaft erreichte das Ziel – den Einzug ins Finale des Tennis Kingscup in Moskau – unter 24 teilnehmenden Nationen. Fortan prägte Eberhard maßgeblich die nationale Turnierszene. Mit dem Mastersieg gegen Karl Meiler 1982 in Bochum konnte er seinen größten sportlichen Erfolg innerhalb der deutschen Turnierserie feiern.
Im Jahr 1980 gehörte Eberhard der deutschen Davis-Cup-Mannschaft an und bestritt in der Begegnung gegen Schweden seine beiden einzigen Einzelpartien im Davis Cup. Er verlor beide Partien in vier Sätzen. Seine höchste Platzierung in der Weltrangliste erreichte er mit Rang 78. Die beste Platzierung in der deutschen Rangliste lag bei Rang 2. 1986 beendete Eberhard seine Profikarriere, spielte aber noch bis Anfang der 1990er Jahre in der Bundesliga.

## Teamchef
Von 2003 bis 2004 war Eberhard Teamchef der Deutschen Fed-Cup-Mannschaft.

## Persönliches
Eberhard ist verheiratet und Vater zweier Söhne. Sohn Philipp ist ebenfalls Tennisspieler.